# Convenzionalisti
I convenzionalisti o convenzionisti erano una fazione guidata da Pancho Villa ed Emiliano Zapata che crebbe in opposizione ai costituzionalisti di Venustiano Carranza e Álvaro Obregón durante la rivoluzione messicana. Erano così chiamati per la Convenzione di Aguascalientes da ottobre a novembre 1914.

## Formazione
Prima della formazione dei Costituzionalisti e dei Convenzionisti, i due gruppi cooperarono insieme per sconfiggere il generale Victoriano Huerta. Huerta aveva rovesciato il presidente Francisco Madero e aveva assunto il governo nel 1913. L'opposizione a Huerta fu guidata da Venustiano Carranza, insieme ai generali Pancho Villa e Álvaro Obregón. Erano vagamente alleati con Emiliano Zapata. Insieme sconfissero Huerta nel 1914. Alla Convenzione di Aguascalientes nell'autunno del 1914, le fazioni rivoluzionarie vincitrici non furono in grado di mettersi d'accordo, e scoppiò una guerra civile tra costituzionalisti e convenzionalisti.

## Obiettivi
I convenzionisti chiedevano una riforma agraria più radicale e immediata, con la quale il governo di Carranza non era d'accordo. Volevano anche attuare il Piano di Ayala (1911), scritto da Emiliano Zapata, che chiedeva la ridistribuzione della terra. Inoltre, Villa e Zapata volevano un governo federale decentralizzato con maggiore autonomia statale. Con questo, i convenzionalisti ottennero il sostegno delle campagne.

## Partecipazione alla guerra civile e caduta
All'inizio della guerra civile, i convenzionalisti conquistarono Città del Messico alla fine del 1914. C'erano circa 150 000 soldati in entrambe le fazioni nel 1915. Nella primavera del 1915, Obregón iniziò a sconfiggere i convenzionisti. Zapata si ritirò nel suo stato d'origine, inviando occasionalmente truppe a Villa. Villa fu sconfitta nella battaglia di Celaya, seguita da sconfitte a León, Santa Ana, Aguascalientes e Agua Prieta. Nel 1917, Carranza fu eletto presidente e la guerra civile finì. Le schermaglie di guerriglia sarebbero continuate separatamente dagli eserciti di Zapata e Villa vicino ai loro stati d'origine. Nel 1919 Zapata fu ucciso dal governo di Carranza. Villa firmò un trattato di pace con il successore di Carranza Adolfo de la Huerta nel 1920, ma morì in un'imboscata tre anni dopo nel 1923.